# ユキオ・オクツ
ユキオ・オクツ（Yukio Okutsu、漢字：奥津 幸雄、1922年11月8日 - 2003年8月24日）は、日系アメリカ人のアメリカ陸軍第442連隊戦闘団一等軍曹。第二次世界大戦時の活躍により、名誉勲章受章者となった。

## 経歴
1945年4月7日に、第442連隊戦闘団の一等軍曹の階級にあったオクツは、イタリアのベルヴェデーレ山において、独力で3つの敵の機関銃の砲床を破壊した。
これらの功績によって、当初は殊勲十字章が授与されていたが、1990年代になって全てのアジア系アメリカ人の殊勲十字章受章歴を再調査したところ、名誉勲章に格上げされることとなった。2000年6月21日にホワイトハウスで執り行われた式典において、ビル・クリントン大統領から名誉勲章が贈呈された。
現在は、ハワイ島・ヒロにある東ハワイ退役軍人墓地に埋葬されている。

## 名誉勲章
オクツが受賞した名誉勲章には下記のように記されている。
ユキオ・オクツ一等軍曹は、1945年4月7日のイタリア・ベルヴェデール山における作戦中の際立って英雄的な行動によって、その名を残すこととなった。彼の小隊が3丁の機関銃の十字砲火によって身動きを封じられる間、オクツ一等軍曹は激しい砲火を通り抜け、最も近い敵の砲床の30ヤード以内に、大胆に這って進入した。彼は、位置を正確に捉えた2個の手榴弾によって、3名の機関銃手を殺害した。匍匐前進と疾駆によって隅にまで進み、もう一つの手榴弾を投擲し、2丁目の機関銃を静まらせ、2名の敵兵を降伏させた。彼の小隊の前進を妨げていた3丁目の機関銃を目の当たりにし、彼は激しい小銃砲火の前方まで移動し、自身のヘルメットをかすめたライフル射撃によって少しの間驚かされた。落ち着きを取り戻すと、彼は短機関銃を片手に、果敢にも数人の敵のライフルの狙撃手に突進した。そして、敵兵をその場から立ち去らせることに成功した。次いで、機関銃の砲床に突進して、武器とチーム4名全員を確保した。これらの独力の行動によって、彼は自身の小隊が重要な目的を遂行する為の攻撃を再開することを可能にした。オクツ一等軍曹の打ち破れそうにもない困難を物ともしない勇敢な行動は、全ての友軍への激励となった。オクツ一等軍曹の類まれな英雄的行為と任務への忠誠は、軍隊の最も崇高な伝統を維持し、また、彼本人やその部隊、ひいてはアメリカ陸軍への大きな信頼をもたらすものであった。